# Théorème de Frattini
Pour les articles homonymes, voir Frattini.
En mathématiques, en plus précisément en théorie des groupes, le théorème de Frattini permet de préciser la structure des p-groupes finis. Il établit que le quotient d'un tel groupe par son sous-groupe de Frattini est un produit de groupes cycliques d'ordre p et peut donc être muni d'un structure de Fp-espace vectoriel, appelé l'espace de Frattini.

## Énoncé
Soit G un groupe et Φ(G) son sous-groupe de Frattini, c'est-à-dire le sous-groupe caractéristique défini comme l'intersection des sous-groupes maximaux de G.
Si G est un p-groupe fini, alors G/Φ(G) est isomorphe à (ℤ/pℤ)n pour un certain n et peut donc être vu comme un Fp-espace vectoriel.

## Preuve
Soit G un p-groupe fini.
- On va montrer que chaque sous-groupe maximal est distingué (cette propriété est en fait vraie pour tout groupe nilpotent). Pour cela on fait agir le groupe sur l'espace des sous-groupes maximaux par conjugaison. Les orbites peuvent avoir plusieurs cardinaux.
  - Les orbites de cardinal 1. Le sous-groupe maximal correspondant est alors distingué.
  - Les autres, de cardinal une puissance non triviale de p. Soient une telle orbite et un des sous-groupes H1 de cette orbite. Il agit lui aussi sur l'orbite par conjugaison et la découpe en sous-orbites. Ce groupe H1 est seul dans sa sous-orbite et comme le cardinal de l'orbite est une puissance de p il existe au moins p – 1 autres sous-orbites de cardinal 1. Soit H2 un autre sous-groupe maximal formant une sous-orbite de cardinal 1. H2 et notre premier sous-groupe H1 engendrent le groupe entier (H1 est maximal) et donc H2 est distingué dans le groupe. Puisque H1 et H2 sont conjugués et que H2 est distingué, H1 et H2 sont identiques. Contradiction. Le cardinal de l'orbite d'un sous-groupe maximal ne peut donc pas être une puissance non triviale de p.
- On va montrer que le quotient du groupe par le sous-groupe de Frattini est commutatif (cette propriété est en fait, comme la précédente, vraie pour tout groupe nilpotent), c'est-à-dire que le sous-groupe dérivé est inclus dans tous les sous-groupes maximaux : soit H un sous-groupe maximal. D'après le point précédent, H est normal dans G. Par conséquent, G/H est cyclique (d'ordre premier) donc commutatif, donc le sous-groupe dérivé est bien inclus dans H.
- Enfin, tous les éléments du quotient sont d'ordre 1 ou p. En effet, soit x un élément de G. Pour tout sous-groupe maximal H, xp appartient à H puisque, comme vu au point précédent, le quotient G/H est d'ordre p. Ainsi, xp appartient bien à Φ(G). Tous les éléments du quotient sont d'ordre 1 ou p et donc notre groupe est isomorphe à un produit direct fini de groupes cycliques d'ordre p.

Remarque : la même démonstration montre que, si G est un p-groupe nilpotent non nécessairement fini, il est encore vrai que le quotient de G par son sous-groupe de Frattini est un groupe abélien où toute p-ième puissance est égale à l'élément neutre, donc un espace vectoriel sur le corps à p éléments.

## Exemple
Soit Q le groupe quaternionique ({1, –1, i, –i, j, –j, k, –k} muni de la multiplication) alors le sous-groupe {1, –1} est le sous-groupe de Frattini et le quotient est (ℤ/2ℤ)2 (ou F22).